# Ara trójbarwna
Ara trójbarwna (Ara tricolor) – wymarły gatunek ptaka z rodziny papugowatych (Psittacidae). Występował endemicznie na Kubie.
Wiadomo, że papuga ta występowała na Kubie oraz na wyspie Isla de la Juventud położonej ok. 70 km na południe od zachodnich wybrzeży Kuby. Mogła także występować na wyspie Haiti (ówczesna Hispaniola) położonej ok. 80 km na wschód od Kuby, skąd znana jest z wielu raportów, lecz nie przetrwał stamtąd żaden okaz. Jak dotąd brak jest jednak wiarygodnych dowodów na występowanie ary trójbarwnej bądź innych gatunków z rodzaju Ara na Haiti w czasach historycznych.
Była stosunkowo niewielka jak na arę – mierzyła ok. 45–50 cm.
Gatunek był powszechny około roku 1800. W XIX w. gwałtownie zaczęła wzrastać liczba ludności Kuby i sąsiednich wysp, karczowano duże połacie lasów, przez co szybko kurczyła się powierzchnia siedlisk tego ptaka. Polowano także na niego, głównie dla mięsa. Gniazda były plądrowane, a pisklęta i młode ptaki traktowano jako pupile w bogatych domach. Do 1849 r. gatunek utrzymywał się w mniej lub bardziej licznych koloniach na odosobnionych siedliskach, jednak później jego liczebność zmalała na tyle, że niemożliwe było przywrócenie stabilnej populacji.
Jedna para trzymana była w królewskiej menażerii w Pałacu Schönbrunn (Wiedeń), od 1760 r.
Ostatnia para tych ptaków została zastrzelona w 1864 r. w La Vega na wyspie Isla de la Juventud, na północ od bagien Ciénaga de Lanier. Niepotwierdzona relacja Juana Gundlacha sugeruje, że gatunek ten mógł przetrwać na Kubie do około 1885 r. na bagnach Ciénaga de Zapata w prowincji Matanzas, gdzie przypuszczalnie znajdowało się ostatnie duże stanowisko tego ptaka. Do czasów dzisiejszych zachowało się 19 okazów w 15 kolekcjach muzealnych.
D.K. Wetherbee wydzielił papugi z Kuby jako gatunek Ara cubensis, twierdząc, że typ nomenklatoryczny ary trójkolorowej musi pochodzić z Haiti, ale nie ma ku temu żadnych dowodów, więc Ara cubensis traktowana jest jako synonim ary trójkolorowej.